# Horta d'en Romau
L'horta d'en Romau és un espai d'horta del terme municipal de Sabadell, al riu Ripoll. Té una extensió aproximada de 35.000 m², dels quals uns 10.000 m² són de propietat municipal. Avui s'hi compten 68 parcel·les.
Els orígens de l'horta d'en Romau es remunten al segle xiv. Aleshores s'anomenava horta del Pedregar i el camí que hi duia des de la vila sabadellenca també tenia aquest nom, el qual ha perdurat en el carrer del Pedregar actual. Més tard, es va anomenar horta d'en Romau, ja que part de les terres eren del mas Romau, situat on segles més tard es va construir el barri de Torre-romeu. També hi tenien horts habitants de la vila de Sabadell i dels masos més propers, que pagaven censos als senyors de Sabadell i Arraona.